# Provincia de La Grita
La provincia de La Grita fue una división administrativa del corregimiento de Tunja y en lo judicial a Santa Fe, abarcaba un territorio similar al de los actuales estados Mérida y Táchira.

## Historia
- 1558: Juan Rodríguez Suárez funda la ciudad de Mérida.
- 1558: Rodrigo del Río descubre los espacios de La Grita.
- 1574: Francisco de Cáceres funda La Grita.
- 1576: Es creada la Provincia del Espíritu Santo de La Grita.
- 1577: El gobernador de la Grita funda Barinas bajo el nombre de Altamira de Cáceres.
- 26 de mayo de 1588: Una real cédula erige la provincia de La Grita y Cáceres, integrada al Nuevo Reino de Granada, y concede a Francisco de Cáceres el título de gobernador.[2]
- 1591: Fundación de Gibraltar (Zulia) por la Provincia de La Grita.
- 10 de diciembre de 1607: Mérida fue separada del corregimiento de Tunja y unida con la gobernación de La Grita formando el corregimiento de Mérida y La Grita, con jurisdicción sobre las ciudades de La Grita, San Cristóbal, Gibraltar, Pedraza y Barinas y bajo dependencia de la Real Audiencia de Santa Fe de Bogotá.[3]
- 1608: La provincia de La Grita cambia de nombre a corregimiento de La Grita.[3]
- 1625: La provincia de La Grita desapareció cuando fue unidad a la provincia de Mérida.[4]

## Poblaciones
La provincia contaba con algunas poblaciones al momento de su fundación, algunas de estas fueron fundadas durante las provincias que la precedieron, la mayoría de las poblaciones se fundó en el siglo XVIII. La Provincia de Mérida fue fundada por Santa Fe de Bogotá en 1558, así como la Provincia de La Grita en 1559. La provincia de La Grita desapareció cuando fue unida a la provincia de Mérida en 1625, la provincia de Mérida incluía el actual estado Trujillo. La provincia de Maracaibo fue creada en 1676 con el territorio de la provincia de Mérida (actuales Mérida, Táchira y Trujillo) y el área del lago de Maracaibo cedida por la  Provincia de Venezuela.

## Organización
Durante la colonia, España gobernaba sus provincias como Reales Audiencias bajo administración judicial, Corregimientos con gobierno militar y Virreinatos con igual rango que los reinos constituyentes de España, de menor rango eran las provincias que tenían a un gobernador como máxima autoridad civil y militar, aunque en el caso de la Provincia de Mérida dependía judicialmente de la Real Audiencia de Santa Fe de Bogotá, que era su autoridad superior e intermediario con la corte de España. Por debajo del gobernador estaban los cabildos de las ciudades y los Alcaldes de estas. Durante el siglo XVII existían diferentes estatus de poblaciones, villas que eran solo centros poblados para administrar un territorio, encomiendas donde un español se dedicaba a desarrollar un territorio y convertir a los indígenas al catolicismo, pueblos con una iglesia parroquial, y ciudades con plaza mayor, cabildo y alcalde. 
Las que tenían estatuto de ciudad eran:
- La Grita.
- Barinas.
- Gibraltar.[6]

## Territorio
La provincia de La Grita incorporó los territorios explorados y las ciudades fundadas por sus gobernadores como Gibraltar (Zulia) y Barinas (Barinas) con excepción de Mérida y San Cristóbal que eran ciudades del Corregimiento de Tunja.